# Gran Premio Internazionale dello Spettacolo
Il Gran Premio Internazionale dello Spettacolo, meglio noto come Telegatto (dal nome del trofeo consegnato ai vari vincitori), è un concorso promosso e organizzato dalla rivista settimanale TV Sorrisi e Canzoni, che premia personaggi del mondo dello spettacolo, dello sport, del web e della politica. 
Ideato nel 1971 come premio rivolto a personaggi e trasmissioni televisive, a partire dal 1984 è stato anche trasmesso con successo sulle reti Mediaset, fino alla sospensione nel 2008. 
Nel 2022 è stato ripristinato nella sua attuale forma.

## Storia
Nato nel 1971, è andato in onda in televisione su Canale 5 per la prima volta nel 1984 (con il nome di Gran Premio Galà della TV), come risposta al già esistente Premio regia televisiva (trasmesso da Rai 1). 
I curatori furono Rosanna Mani e Giovanni Bruni.

### Il premio

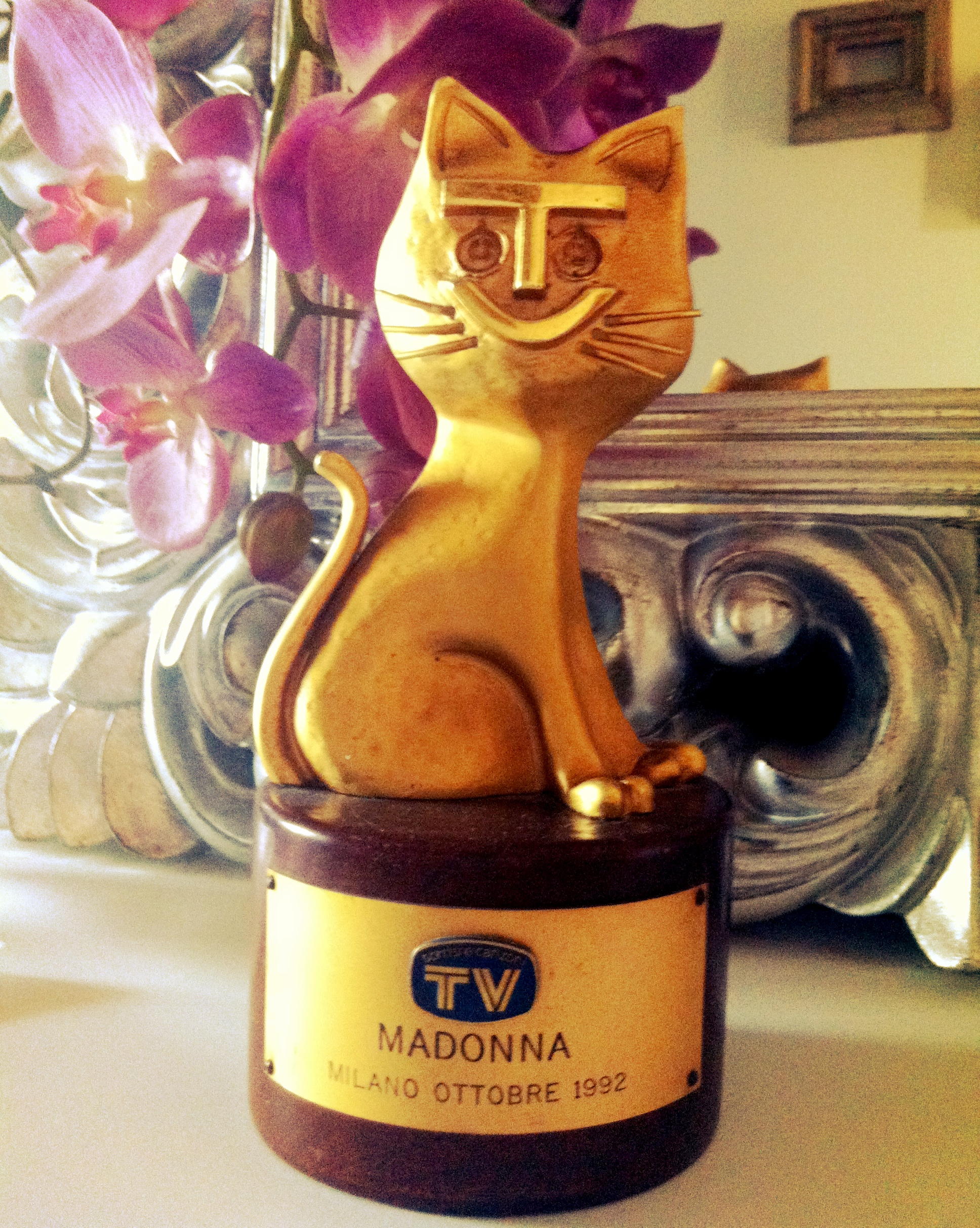
Il Telegatto ricevuto da Madonna nel 1992.

Ogni anno, i lettori della popolare rivista erano chiamati a scegliere i programmi e i personaggi migliori della stagione televisiva trascorsa, divisi in categorie. I vincitori venivano insigniti della statuetta chiamata Telegatto. L'idea di usare un gatto per premiare i personaggi e i programmi della TV era dei grafici di "Sorrisi", che individuarono nel gatto l'animale domestico per eccellenza, "domestico" come la televisione che premiava. La statuetta, alta 15 centimetri (più sette di piedistallo) e del peso di 1,8 chilogrammi, era realizzata in bronzo, placcato oro zecchino. Il modello in platino veniva assegnato solamente in occasioni eccezionali e come riconoscimento a carriere eccellenti. Dall'edizione del 1986 venne assegnato un Telegatto a uno dei lettori della rivista TV Sorrisi e Canzoni, estratto a sorte, in rappresentanza di tutti coloro che avevano votato.
Nonostante i dubbi di imparzialità della rivista (edita da Mondadori a partire dagli anni ottanta) in favore delle trasmissioni Mediaset, negli anni la manifestazione ha riscosso un grande successo di pubblico.

### La trasmissione (1984-2008)
A partire dal 1984 la premiazione venne effettuata durante una serata di gala, trasmessa in differita o in diretta su Canale 5 col titolo Gran Premio Galà della TV . La manifestazione inizialmente ebbe luogo a Milano presso il teatro Manzoni, il Ventaglio Nazionale e poi nel MazdaPalace, nel periodo di maggio-giugno, anticipata da un vero e proprio red carpet lungo il quale sfilavano i protagonisti della stagione televisiva italiana e prestigiosi volti della scena internazionale, alternata alle immagini che avevano caratterizzato l'anno appena terminato, con il sottofondo di Sorrisi is Magic, canzone nata per promuovere la rivista e poi assurta a sigla dell'evento scritta dai La Bionda ed eseguita da Luca Jurman.
Dalla sua nascita e per tutti gli anni 90 è stata una trasmissione di grande successo; nel decennio successivo, tuttavia, l'attenzione del pubblico cominciò a scemare. Dopo una momentanea sospensione nel 2005 (anche a causa della scomparsa di Papa Giovanni Paolo II), l'edizione 2006 ha cambiato la tradizione dei Telegatti, non più legati solo alla televisione, ma anche alla musica, al cinema e allo sport; da quell'edizione, inoltre, la premiazione si svolse a Roma nell'Auditorium Conciliazione nel mese di gennaio. Nel 2009, per volere di Pier Silvio Berlusconi, la serata non è stata realizzata, e da allora la manifestazione non è stata più organizzata.

### I "nuovi" Telegatti (2022-)
Il 12 marzo 2018, in occasione della conferenza stampa riguardante il libro fotografico dedicato all'evento, e a distanza di un decennio dall'ultima edizione allestita, il direttore di TV Sorrisi e Canzoni Aldo Vitali ha ipotizzato il ritorno della manifestazione a Milano per l'ottobre dello stesso anno con la conduzione di Carlo Conti, senza che tuttavia questo si concretizzasse effettivamente.
Nel 2022 viene ufficializzato il ritorno della premiazione, a 14 anni dall'ultima volta, ma senza la serata di gala con gli ospiti internazionali. Il tutto si adatta al tempo digitale dello streaming e dei social network: il premio viene assegnato in vari momenti dell'anno e ha assunto una connotazione ecologista, essendo costruito in plastica riciclata e in tre colori, blu, fucsia e giallo. Il primo a riceverlo, sul 16° numero di TV Sorrisi e Canzoni, è stato Vasco Rossi. La nuova versione di assegnazione dei premi ha suscitato fin da subito critiche e malumori tra il pubblico.

## Conduzione

### Edizioni radiofoniche (1971-1983)
La conduzione del galà dei Telegatti, dal 1971 al 1984, senza messa in onda televisiva, fu affidata a:
- 1973: Daniele Piombi
- 1979: Daniele Piombi

### Edizioni televisive (1984-2008)
La cerimonia, dalla sua prima edizione televisiva del 1984 all'ultima realizzata nel 2008 è stata condotta dai principali conduttori delle reti Rai e Mediaset.
| Edizione | Conduzione     | Conduzione         | Conduzione         | Conduzione         | Conduzione         | Conduzione         |
| -------- | -------------- | ------------------ | ------------------ | ------------------ | ------------------ | ------------------ |
| 1984     | Mike Bongiorno | Cinzia Lenzi       | Gabriella Golia    | Fabrizia Carminati | Fabrizia Carminati | Fabrizia Carminati |
| 1985     | Mike Bongiorno | Cinzia Lenzi       | Gabriella Golia    | Alessandra Buzzi   | Susanna Messaggio  | Fiorella Pierobon  |
| 1986     | Mike Bongiorno | Milly Carlucci     | Milly Carlucci     | Milly Carlucci     | Milly Carlucci     | Milly Carlucci     |
| 1987     | Mike Bongiorno | Carol Alt          | Carol Alt          | Renée Simonsen     | Renée Simonsen     | Renée Simonsen     |
| 1988     | Mike Bongiorno | Gabriella Carlucci | Gabriella Carlucci | Gabriella Carlucci | Gabriella Carlucci | Gabriella Carlucci |
| 1989     | Mike Bongiorno | Heather Parisi     | Heather Parisi     | Heather Parisi     | Heather Parisi     | Heather Parisi     |
| 1990     | Corrado        | Corrado            | Elisabetta Gardini | Elisabetta Gardini | Elisabetta Gardini | Elisabetta Gardini |
| 1991     | Corrado        | Corrado            | Raffaella Carrà    | Raffaella Carrà    | Raffaella Carrà    | Raffaella Carrà    |
| 1992     | Corrado        | Corrado            | Fabrizio Frizzi    | Fabrizio Frizzi    | Antonella Elia     | Antonella Elia     |
| 1993     | Corrado        | Corrado            | Milly Carlucci     | Milly Carlucci     | Milly Carlucci     | Milly Carlucci     |
| 1994     | Corrado        | Corrado            | Alba Parietti      | Alba Parietti      | Alba Parietti      | Alba Parietti      |
| 1995     | Corrado        | Corrado            | Mara Venier        | Mara Venier        | Mara Venier        | Mara Venier        |
| 1996     | Corrado        | Corrado            | Mara Venier        | Mara Venier        | Mara Venier        | Mara Venier        |
| 1997     | Pippo Baudo    | Pippo Baudo        | Pippo Baudo        | Milly Carlucci     | Milly Carlucci     | Milly Carlucci     |
| 1998     | Pippo Baudo    | Pippo Baudo        | Pippo Baudo        | Milly Carlucci     | Milly Carlucci     | Milly Carlucci     |
| 1999     | Pippo Baudo    | Pippo Baudo        | Pippo Baudo        | Milly Carlucci     | Milly Carlucci     | Milly Carlucci     |
| 2000     | Paolo Bonolis  | Paolo Bonolis      | Paolo Bonolis      | Raffaella Carrà    | Raffaella Carrà    | Raffaella Carrà    |
| 2001     | Gerry Scotti   | Gerry Scotti       | Gerry Scotti       | Maria De Filippi   | Maria De Filippi   | Maria De Filippi   |
| 2002     | Pippo Baudo    | Pippo Baudo        | Pippo Baudo        | Alessia Marcuzzi   | Alessia Marcuzzi   | Alessia Marcuzzi   |
| 2003     | Pippo Baudo    | Pippo Baudo        | Pippo Baudo        | Alessia Marcuzzi   | Alessia Marcuzzi   | Alessia Marcuzzi   |
| 2004     | Gerry Scotti   | Gerry Scotti       | Gerry Scotti       | Raffaella Carrà    | Raffaella Carrà    | Raffaella Carrà    |
| 2006     | Pippo Baudo    | Pippo Baudo        | Pippo Baudo        | Michelle Hunziker  | Michelle Hunziker  | Michelle Hunziker  |
| 2007     | Claudio Bisio  | Claudio Bisio      | Claudio Bisio      | Vanessa Incontrada | Vanessa Incontrada | Vanessa Incontrada |
| 2008     | Pippo Baudo    | Pippo Baudo        | Pippo Baudo        | Michelle Hunziker  | Michelle Hunziker  | Michelle Hunziker  |

### Edizioni web (2022-)
Dal 2022 il telegatto viene svolto con video nel web e a condurre e consegnare il telegatto c'è:
- Dal 2022: Aldo Vitali

## Categorie e vincitori

### Edizioni radiofoniche e televisive
Nel corso delle diverse edizioni le trasmissioni che si erano distinte negli ultimi dodici mesi venivano premiate, suddivise in diverse categorie che andavano a coprire i diversi generi di trasmissione televisiva (quiz, varietà, show musicale, programmi sportivi e tanti altri). Stessa cosa succedeva per i personaggi televisivi (suddivisi come "rivelazione", "maschile" o "femminile") o per le emittenti private. Molte categorie, tuttavia, venivano talvolta eliminate, unificate o ripristinate dopo parecchi anni. A partire dagli anni ottanta, quando la rivista TV Sorrisi e Canzoni divenne di proprietà di Silvio Berlusconi che ne fece veicolo promozionale per le sue televisioni, la evidente sproporzione fra la quantità di premi assegnati a trasmissioni e personaggi Mediaset rispetto a quelli assegnati alla Rai generò spesso critiche e polemiche.
Le prime edizioni prevedevano più vincitori per ogni categoria. Nelle ultime tre edizioni in particolare, organizzate dal 2006 al 2008, vi fu un drastico calo di interesse nei confronti del mondo della televisione in favore della musica, dello sport e del cinema; questa decisione portò ad una radicale diminuzione dei premi assegnati agli spettacoli e ai personaggi televisivi.
Nella seguente tabella sono elencati i principali premi assegnati nel corso delle oltre trenta edizioni che si sono svolte, scelti tra i più ricorrenti e rilevanti tra quelli assegnati in ciascuna edizione. Per maggiori dettagli sugli altri premi assegnati, consultare le pagine relative a ciascuna edizione.
| Edizione | Anno | Trasmissione dell'anno                        | Personaggio rivelazione             | Personaggio femminile | Personaggio maschile | Quiz                                                 | Varietà | Musica                                                                               | Sport                                                         | Scienza, informazione e cultura                          |
| -------- | ---- | --------------------------------------------- | ----------------------------------- | --------------------- | -------------------- | ---------------------------------------------------- | --- | ------------------------------------------------------------------------------------ | ------------------------------------------------------------- | -------------------------------------------------------- |
| I        | 1971 | ?                                             | ?                                   | ?                     | ?                    | ?                                                    | ? | ?                                                                                    | ?                                                             | ?                                                        |
| II       | 1973 | ?                                             | ?                                   | ?                     | ?                    | ?                                                    | ? | ?                                                                                    | ?                                                             | ?                                                        |
| III      | 1976 | ?                                             | ?                                   | ?                     | ?                    | ?                                                    | ? | ?                                                                                    | ?                                                             | ?                                                        |
| IV       | 1978 | ?                                             | ?                                   | ?                     | ?                    | ?                                                    | ? (televisione) Gran varietà (radio) | ?                                                                                    | ?                                                             | ?                                                        |
| V        | 1979 | ?                                             | ?                                   | ?                     | ?                    | ?                                                    | ? | ?                                                                                    | ?                                                             | ?                                                        |
| VI       | 1982 | ?                                             | ?                                   | ?                     | ?                    | ?                                                    | ? | ?                                                                                    | ?                                                             | ?                                                        |
| VII      | 1984 | Non assegnato                                 | Non assegnato                       | Raffaella Carrà       | Non assegnato        | Loretta Goggi in quiz (Rai 1) Superflash (Canale 5)  | Bene, bravi, bis (Italia 1) Drive In (Italia 1) Fascination (Rete 4) Premiatissima (Canale 5) Ric e Gian folies (Italia 1) Risatissima (Canale 5)                           | Deejay Television (Italia 1)                                                         | Records (Canale 5) Super Record (Canale 5) 90º minuto (Rai 1) | Quark (Rai 1)                                            |
| VIII     | 1985 | Pronto, Raffaella? (Rai 1) Zig Zag (Canale 5) | Non assegnato                       | Non assegnato         | Non assegnato        | Il pranzo è servito (Canale 5) Superflash (Canale 5) | Ci pensiamo lunedì (Rai 2) Domenica in (Rai 1) Drive In (Italia 1) Fantastico 5 (Rai 1) Quo vadiz? (Rete 4) Risatissima (Canale 5) Tastomatto (Rai 1) W le donne (Canale 5) | Deejay Television (Italia 1) Festivalbar 1984 (Canale 5) Festival di Sanremo (Rai 1) | Il processo del lunedì (Rai 3) Record (Canale 5)              | Jonathan - Dimensione avventura (Canale 5) Quark (Rai 1) |
| IX       | 1986 | Non assegnato                                 | Non assegnato                       | Non assegnato         | Pippo Baudo          | Pentatlon (Canale 5)                                 | Drive In (Italia 1) | Festival di Sanremo (Rai 1)                                                          | La Domenica Sportiva (Rai 1)                                  | Quark (Rai 1)                                            |
| X        | 1987 | Non assegnato                                 | Non assegnato                       | Enrica Bonaccorti     | Pippo Baudo          | Pentatlon (Canale 5)                                 | Drive In (Italia 1) | Festival di Sanremo (Rai 1)                                                          | La Domenica Sportiva (Rai 1)                                  | Quark (Rai 1)                                            |
| XI       | 1988 | Indietro tutta (Rai 2)                        | Giuliano Ferrara                    | Loretta Goggi         | Renzo Arbore         | Telemike (Canale 5)                                  | Domenica in (Rai 1) | Festival di Sanremo (Rai 1)                                                          | La Domenica Sportiva (Rai 1)                                  | Il mondo di Quark (Rai 1)                                |
| XII      | 1989 | Biberon (Rai 1)                               | Piero Chiambretti                   | Marisa Laurito        | Marco Columbro       | Telemike (Canale 5)                                  | Odiens (Canale 5) | International D.O.C. Club (Rai 2)                                                    | La Domenica Sportiva (Rai 1)                                  | Alla ricerca dell'arca (Rai 3)                           |
| XIII     | 1990 | I promessi sposi (Rai 1)                      | Luca Barbareschi Sergio Castellitto | Donatella Raffai      | Corrado              | Telemike (Canale 5)                                  | Il caso Sanremo (Rai 1) | Una rotonda sul mare (Canale 5)                                                      | Calciomania (Italia 1)                                        | Alla ricerca dell'arca (Rai 3)                           |
| XIV      | 1991 | Paperissima (Italia 1)                        | Gabibbo                             | Raffaella Carrà       | Corrado              | Telemike (Canale 5)                                  | Crème Caramel (Rai 1) | Festival di Sanremo (Rai 1)                                                          | 90º minuto (Rai 1)                                            | La macchina meravigliosa (Rai 1)                         |
| XV       | 1992 | Scherzi a parte (Italia 1)                    | Non assegnato                       | Lorella Cuccarini     | Marco Columbro       | La ruota della fortuna (Canale 5)                    | Scommettiamo che...? (Rai 1) | Unita alla categoria "Varietà"                                                       | Pressing (Italia 1)                                           | Samarcanda (Rai 3)                                       |
| XVI      | 1993 | Saluti e baci (Rai 1)                         | Non assegnato                       | Lorella Cuccarini     | Alberto Castagna     | La ruota della fortuna (Canale 5)                    | Buona Domenica (Canale 5) | Non assegnato                                                                        | Mai dire Gol (Italia 1)                                       | Tocca a noi (Rai 1)                                      |
| XVII     | 1994 | Stranamore (Canale 5)                         | Ambra Angiolini                     | Mara Venier           | Fiorello             | La ruota della fortuna (Canale 5)                    | Scherzi a parte (Canale 5) | Roxy Bar (Videomusic)                                                                | Quelli che... il calcio (Rai 3)                               | Non assegnato                                            |
| XVIII    | 1995 | Festival di Sanremo 1995 (Rai 1)              | Non assegnato                       | Mara Venier           | Pippo Baudo          | La ruota della fortuna (Canale 5)                    | Champagne (Canale 5) Stranamore (Canale 5) | Roxy Bar (Videomusic)                                                                | Mai dire Gol (Italia 1)                                       | Il Fatto (Rai 1) Target (Canale 5)                       |
| XIX      | 1996 | Il maresciallo Rocca (Rai 2)                  | Non assegnato                       | Mara Venier           | Pippo Baudo          | Luna Park (Rai 1)                                    | Carràmba! Che sorpresa (Rai 1) | Roxy Bar (Videomusic)                                                                | Mai dire Gol (Italia 1)                                       | Il Fatto (Rai 1) Target (Canale 5)                       |
| XX       | 1997 | Anima mia (Rai 2)                             | Non assegnato                       | Maria De Filippi      | Paolo Bonolis        | Tira & Molla (Canale 5)                              | Paperissima (Canale 5) | Festival di Sanremo (Rai 1)                                                          | Quelli che... il calcio (Rai 3)                               | Target (Canale 5)                                        |
| XXI      | 1998 | La corrida (Canale 5)                         | Non assegnato                       | Raffaella Carrà       | Paolo Bonolis        | Tira & Molla (Canale 5)                              | Buona Domenica (Canale 5) | Furore (Rai 2)                                                                       | Quelli che... il calcio (Rai 3)                               | Il Fatto (Rai 1)                                         |
| XXII     | 1999 | Striscia la notizia (Canale 5)                | Non assegnato                       | Paola Barale          | Teo Teocoli          | In bocca al lupo (Rai 1)                             | Carràmba! Che fortuna (Rai 1) | C'era un ragazzo (Rai 1)                                                             | Quelli che... il calcio (Rai 3)                               | Porta a porta (Rai 1)                                    |
| XXIII    | 2000 | Striscia la notizia (Canale 5)                | Giorgio Panariello                  | Simona Ventura        | Luca Laurenti        | Passaparola (Canale 5)                               | Buona Domenica (Canale 5) | Sarabanda (Italia 1)                                                                 | Quelli che... il calcio (Rai 3)                               | La macchina del tempo (Rete 4)                           |
| XXIV     | 2001 | Striscia la notizia (Canale 5)                | Non assegnato                       | Simona Ventura        | Fiorello             | Chi vuol esser miliardario? (Canale 5)               | Stasera pago io (Rai 1) | Festivalbar 2000 (Italia 1)                                                          | 90º minuto (Rai 1)                                            | Grande Fratello (Canale 5)                               |
| XXV      | 2002 | Saranno famosi (Italia 1)                     | Non assegnato                       | Simona Ventura        | Fiorello             | Passaparola (Canale 5)                               | Torno sabato - La lotteria (Rai 1) | Festivalbar 2001 (Italia 1)                                                          | Quelli che... il calcio (Rai 2)                               | Verissimo (Canale 5)                                     |
| XXVI     | 2003 | Zelig (Italia 1)                              | Non assegnato                       | Maria De Filippi      | Claudio Bisio        | Passaparola (Canale 5)                               | Stasera pago io (Rai 1) | Io non mi sento italiano (Rete 4)                                                    | Controcampo (Italia 1)                                        | TG5 (Canale 5)                                           |
| XXIVII   | 2004 | Elisa di Rivombrosa (Canale 5)                | Non assegnato                       | Vittoria Puccini      | Alessandro Preziosi  | Affari tuoi (Rai 1)                                  | Torno sabato... e tre (Rai 1) | Festivalbar 2003 (Italia 1)                                                          | Controcampo (Italia 1)                                        | Non assegnato                                            |
| XXVIII   | 2006 | Striscia la notizia (Canale 5)                | Non assegnato                       | Simona Ventura        | Non assegnato        | Non assegnato                                        | Non assegnato | Non assegnato                                                                        | Non assegnato                                                 | Terra! (Canale 5)                                        |
| XXIX     | 2007 | Striscia la notizia (Canale 5)                | Flavio Insinna                      | Non assegnato         | Fiorello             | Non assegnato                                        | Non assegnato | Non assegnato                                                                        | Non assegnato                                                 | Le invasioni barbariche (LA7)                            |
| XXX      | 2008 | Striscia la notizia (Canale 5)                | Caterina Balivo                     | Non assegnato         | Non assegnato        | Non assegnato                                        | Non assegnato | Non assegnato                                                                        | Non assegnato                                                 | Alle falde del Kilimangiaro (Rai 3)                      |

### Edizioni web
Dal 2022 i Telegatti vengono assegnati in occasioni speciali nel corso dell'intero anno:

#### 2022
- 11 aprile 2022: Vasco Rossi (7°) per il suo nuovo tour.
- 9 maggio 2022: Laura Pausini (5°), Alessandro Cattelan e Mika per la conduzione dell'Eurovision Song Contest 2022 a Torino.
- 10 maggio 2022: Blanco e Mahmood per la vittoria del Festival di Sanremo 2022 e la partecipazione all'Eurovision Song Contest 2022 di Torino.
- 17 maggio 2022: Marcell Jacobs per i successi e traguardi raggiunti nello sport e nella vita.
- 6 giugno 2022: Maria Chiara Giannetta per il ruolo nella serie Don Matteo e la partecipazione al Festival di Sanremo 2022.
- 12 giugno 2022: Francesco Gabbani per la carriera e album.
- 13 giugno 2022: Gilda Bojardi[13]
- 20-21 giugno 2022: Fedez per il successo della canzone La dolce vita.
- 25 ottobre 2022: Cristina D'Avena per i 40 anni di carriera.
- 27 ottobre 2022: Ficarra e Picone e Toni Servillo per il film La stranezza.
- 6 dicembre 2022: Giuseppe Sala, sindaco di Milano.
- 23 dicembre 2022: Checco Zalone per il suo tour teatrale Amore + Iva.

#### 2023
- 6 febbraio 2023: Gianni Morandi per la co-conduzione del Festival di Sanremo e per i 60 anni di Fatti mandare dalla mamma a prendere il latte.
- 10 febbraio 2023: Chiara Ferragni per la performance di debutto al Festival di Sanremo e per il suo impegno a sostegno di cause benefiche.[14]
- 28 febbraio 2023: Gabriele Corsi per la trasmissione Don't Forget the Lyrics! - Stai sul pezzo[15]
- 24 aprile 2023: Diodato (2°) per il nuovo album Così speciale e per i 10 anni del primo album E forse sono pazzo[16]
- 10 maggio 2023: Marco Mengoni per la vittoria al Festival di Sanremo 2023 e la partecipazione all'Eurovision Song Contest 2023
- 21 giugno 2023: Francesca Vecchioni e alla diversity, per la fondazione della società
- 23 giugno 2023: Marco Montrone[17]
- 2 settembre 2023: Max Pezzali per i 30 anni di carriera
- 5 novembre 2023: Carlo Conti per i 40 anni di carriera
- 6 novembre 2023: Antonio Ricci per i 35 anni di Striscia la notizia
- 23 novembre 2023: Gerry Scotti per il successo televisivo e per il libro
- 23 dicembre 2023: Pio e Amedeo per il tour Felicissimo show

#### 2024
- 6 febbraio 2024: Amadeus (3° e 4°) per la conduzione del Festival di Sanremo dal 2020 al 2024 e per il successo della 73ª edizione
- 21 aprile 2024: Emma Marrone per la carriera
- 8 maggio 2024: Fiorello (3°, 4° e 5°) per Viva Rai 2! come programma dell’anno e per la carriera
- 22 giugno 2024: Il Volo per la carriera
- 23 giugno 2024: Annalisa per la carriera
- 15 luglio 2024: Mahmood (2°), Angelina Mango, Gianna Nannini e Gabry Ponte per i loro successi in ambito musicale
- 3 settembre 2024: Annalisa (2°) e Tananai per la canzone dell'estate 2024 con Storie brevi

## Ascolti
La prima edizione della Notte dei Telegatti i cui ascolti furono rilevati dall'Auditel (entrato in funzione nel dicembre 1986) fu quella del 1987.
| Edizione   | Telespettatori | Share  | Fonte  |
| ---------- | -------------- | ------ | ------ |
| 1º (1984)  | –              | –      | –      |
| 2º (1985)  | –              | –      | –      |
| 3º (1986)  | –              | –      | –      |
| 4º (1987)  | –              | –      | –      |
| 5º (1988)  | 8 745 000      | –      | [ 18 ] |
| 6º (1989)  | 10 540 000     | –      | [ 19 ] |
| 7º (1990)  | 10 713 000     | –      | [ 19 ] |
| 8º (1991)  | 9 020 000      | –      | [ 19 ] |
| 9º (1992)  | 10 947 000     | –      | [ 19 ] |
| 10º (1993) | 9 926 000      | –      | [ 19 ] |
| 11º (1994) | 12 247 000     | 47,38% | [ 20 ] |
| 12º (1995) | 11 160 000     | 42,28% | [ 21 ] |
| 13º (1996) | 9 907 000      | 39,20% | [ 22 ] |
| 14º (1997) | 8 898 000      | 33,71% | [ 21 ] |
| 15º (1998) | 10 126 000     | 39,31% | [ 23 ] |
| 16º (1999) | 9 870 000      | 38,85% | [ 24 ] |
| 17º (2000) | 9 518 000      | 37,98% | [ 25 ] |
| 18º (2001) | 8 108 000      | 36,69% | [ 26 ] |
| 19º (2002) | 8 503 000      | 40,39% | [ 27 ] |
| 20º (2003) | 7 049 000      | 35,02% | [ 28 ] |
| 21º (2004) | 6 436 000      | 28,50% | [ 29 ] |
| 22º (2006) | 7 512 000      | 35,93% | [ 30 ] |
| 23º (2007) | 5 224 000      | 27,63% | [ 31 ] |
| 24º (2008) | 5 599 000      | 24,51% | [ 32 ] |